# Mistrzostwa Polski Seniorów w Lekkoatletyce 1930
11. Mistrzostwa Polski Seniorów w Lekkoatletyce – zawody, które rozgrywane były w Warszawie w Parku Sobieskiego (obecnie Park Agrykola) w dniach 12-13 lipca 1930 roku. Dziewiąte mistrzostwa kobiet odbyły się w Bydgoszczy na stadionie Szkoły Oficerskiej w dniach 26-27 lipca.

## Rezultaty
| NR – rekord Polski \| NL – najlepszy wynik w Polsce w sezonie \| SB – najlepszy wynik w sezonie \| PB – rekord życiowy |

### Mężczyźni
| Konkurencja:               | 1. miejsce                                                                              | Rezultat | 2. miejsce                                                                      | Rezultat | 3. miejsce                                                                              | Rezultat |
| Bieg na 100 m              | Aleksander Szenajch Warszawianka                                                        | 11,0     | Edward Trojanowski AZS Warszawa                                                 | 11,0     | Józef Wielgomasz Warszawianka                                                           | 11,1     |
| Bieg na 200 m              | Klemens Biniakowski Warta Poznań                                                        | 22,8     | Aleksander Szenajch Warszawianka                                                | 22,9     | Edward Trojanowski AZS Warszawa                                                         | 23,1     |
| Bieg na 400 m              | Klemens Biniakowski Warta Poznań                                                        | 50,8     | Jan Piechocki AZS Poznań                                                        | 51,6     | Stanisław Nowakowski Polonia Warszawa                                                   | 52,1     |
| Bieg na 800 m              | Stanisław Petkiewicz Warszawianka                                                       | 1:57,6   | Antoni Maszewski Polonia Warszawa                                               | 1:58,2   | Janusz Kusociński Warszawianka                                                          | 2:00,0   |
| Bieg na 1500 m             | Janusz Kusociński Warszawianka                                                          | 4:03,8   | Wacław Sidorowicz AZS Wilno                                                     | 4:10,6   | Walenty Mędrzycki Polonia Warszawa                                                      | 4:15,3   |
| Bieg na 5000 m             | Janusz Kusociński Warszawianka                                                          | 15:49,8  | Brunon Miałkas Sokół Poznań                                                     | 16:20,0  | Antoni Kabut Pogoń Katowice                                                             | 16:41,6  |
| Bieg na 10 000 m           | Brunon Miałkas Sokół Poznań                                                             | 35:00,8  | [ a ]                                                                           |          | [ a ]                                                                                   |          |
| Bieg na 110 m przez płotki | Stefan Nowosielski Cracovia                                                             | 15,8     | Wojciech Trojanowski AZS Warszawa                                               | 16,0     | Eryk Zajusz Stadion Królewska Huta                                                      | 16,2     |
| Bieg na 400 m przez płotki | Antoni Maszewski Polonia Warszawa                                                       | 58,0     | Józef Korolkiewicz Polonia Warszawa                                             | 58,1     | Piotr Dobrakowski Legia Warszawa                                                        | 58,6     |
| Sztafeta 4 × 100 m         | AZS Warszawa Edward Trojanowski Jan Łada Marian Skierczyński Władysław Dobrowolski      | 44,0     | Warszawianka Aleksander Szenajch Feliks Żuber Henryk Maćkowiak Józef Wielgomasz | 44,2     | Polonia Warszawa Józef Korolkiewicz Antoni Maszewski Czesław Mejro Kazimierz Kalinowski | 45,2     |
| Sztafeta 4 × 400 m         | Polonia Warszawa Józef Korolkiewicz Stanisław Nowakowski Czesław Mejro Antoni Maszewski | 3:31,0   | Warta Poznań Czesław Pawlak Zdzisław Korek Walter Marciniec Klemens Biniakowski | 3:33,0   | [ b ]                                                                                   |          |
| Skok wzwyż                 | Czesław Mejro Polonia Warszawa                                                          | 1,75     | Eugeniusz Lokajski Warszawianka                                                 | 1,65d    | Arnold Kotowski Sokół Grudziądz                                                         | 1,65d    |
| Skok o tyczce              | Stefan Adamczak AZS Warszawa                                                            | 3,60     | Stefan Majtkowski Sokół Bydgoszcz                                               | 3,60d    | Józef Lichtblau Sokół-Macierz Lwów                                                      | 3,50d    |
| Skok w dal                 | Zdzisław Nowak AZS Kraków                                                               | 6,85     | Stanisław Sobieraj AZS Warszawa                                                 | 6,67     | Józef Chmiel Cracovia                                                                   | 6,35     |
| Trójskok                   | Wojciech Trojanowski AZS Warszawa                                                       | 12,435   | Edward Luckhaus ZMW Białystok                                                   | 12,275   | Józef Chmiel Cracovia                                                                   | 12,10    |
| Pchnięcie kulą             | Zygmunt Heljasz Warta Poznań                                                            | 14,04    | Antoni Cejzik Polonia Warszawa                                                  | 12,72    | Roman Puchalski Pogoń Lwów                                                              | 12,20    |
| Rzut dyskiem               | Antoni Cejzik Polonia Warszawa                                                          | 41,53    | Leon Kozłowski ZMW Białystok                                                    | 40,07    | Zygmunt Heljasz Warta Poznań                                                            | 40,03    |
| Rzut młotem                | Antoni Cejzik Polonia Warszawa                                                          | 33,97    | Paweł Miller Krusche-Ender Pabianice                                            | 32,72    | Erwin Fischer Krusche-Ender Pabianice                                                   | 30,79    |
| Rzut oszczepem             | Władysław Mikrut Sokół Koronowo                                                         | 57,00    | Edward Luckhaus ZMW Białystok                                                   | 54,10    | Stanisław Buchała Cracovia                                                              | 54,09    |

### Kobiety
| Konkurencja:              | 1. miejsce                                                                       | Rezultat | 2. miejsce                                                                   | Rezultat | 3. miejsce                                                                           | Rezultat |
| Bieg na 60 m              | Alina Hulanicka Grażyna Warszawa                                                 | 8,0      | Helena Woynarowska AZS Warszawa                                              | 8,2      | Anna Breuer Roździeń Szopienice                                                      | 8,3      |
| Bieg na 100 m             | Felicja Schabińska Legia Warszawa                                                | 13,2     | Alina Hulanicka Grażyna Warszawa                                             | 13,3     | Anna Breuer Roździeń Szopienice                                                      | 13,4     |
| Bieg na 200 m             | Otylia Tabacka Stadion Królewska Huta                                            | 27,8     | Franka Turecka Makabi Warszawa                                               | 28,4     | Jadwiga Janowska Sokół Pabianice                                                     | 28,7     |
| Bieg na 800 m             | Otylia Tabacka Stadion Królewska Huta                                            | 2:35,6   | Gertruda Kilos KPW Katowice                                                  | 2:38,0   | Maria Niewodowska Warta Poznań                                                       | 2:39,6   |
| Bieg na 80 m przez płotki | Felicja Schabińska Legia Warszawa                                                | 13,6     | Helena Rakoczy Roździeń Szopienice                                           | 13,9     | Ludwika Gorloff AZS Warszawa                                                         | 14,2     |
| Sztafeta 4 × 100 m        | Grażyna Warszawa Alina Hulanicka Wacława Sadkowska Marta Lubecka Janina Grabicka | 55,1     | Stadion Królewska Huta Aniela Sikora Barbara Ekerland Komorek Otylia Tabacka | 55,3     | AZS Warszawa Halina Strugul Zdzisława Wiszniewska Ludwika Gorloff Helena Woynarowska | 55,8     |
| Sztafeta 4 × 200 m        | Stadion Królewska Huta Aniela Sikora Barbara Ekerland Komorek Otylia Tabacka     | 1:58,6   | AZS Warszawa ?? Halina Konopacka Helena Woynarowska                          | 1:58,8   | Grażyna Warszawa Alina Hulanicka Wacława Sadkowska Marta Lubecka Janina Grabicka     | 1:59,0   |
| Skok wzwyż                | Jadwiga Janowska Sokół Pabianice                                                 | 1,38     | Zofia Żółkiewicz Sokół Bydgoszcz                                             | 1,38     | Barbara Ekerland Makabi Kraków                                                       | 1,38d    |
| Skok w dal                | Maria Kwaśniewska ŁKS Łódź                                                       | 4,86     | Alina Hulanicka Grażyna Warszawa                                             | 4,78     | Janina Grabicka Grażyna Warszawa                                                     | 4,75     |
| Skok w dal z miejsca      | Alina Hulanicka Grażyna Warszawa                                                 | 2,44     | Halina Konopacka AZS Warszawa                                                | 2,26     | Marta Lubecka Grażyna Warszawa                                                       | 2,20     |
| Pchnięcie kulą            | Sonia Lewin Makabi Wilno                                                         | 10,71    | Halina Konopacka AZS Warszawa                                                | 10,33    | Wanda Jasieńska AZS Poznań                                                           | 10,02    |
| Rzut dyskiem              | Halina Konopacka AZS Warszawa                                                    | 36,22    | Irena Schabińska Grażyna Warszawa                                            | 32,86    | Wanda Mierkis Grażyna Warszawa                                                       | 31,07    |
| Rzut oszczepem            | Halina Konopacka AZS Warszawa                                                    | 32,63    | Genowefa Kobielska Polonia Warszawa                                          | 31,44    | Wanda Jasieńska AZS Poznań                                                           | 30,27    |

## Pięciobój
Mistrzostwa w pięcioboju mężczyzn odbyły się 10 sierpnia w Pabianicach, a mistrzostwa kobiet w tej konkurencji 5 października w Królewskiej Hucie.

### Mężczyźni
| Konkurencja: | 1. miejsce                 | Rezultat  | 2. miejsce                    | Rezultat       | 3. miejsce                   | Rezultat       |
| Pięciobój    | Jan Wieczorek 3 psap Wilno | 2954 pkt. | Edward Luckhaus ZMW Białystok | 2915,625w pkt. | Leon Wojtkiewicz Sokół Wilno | 2783,745w pkt. |

### Kobiety
| Konkurencja: | 1. miejsce                    | Rezultat     | 2. miejsce                       | Rezultat     | 3. miejsce                       | Rezultat     |
| Pięciobój    | Halina Konopacka AZS Warszawa | 3989,99 pkt. | Alina Hulanicka Grażyna Warszawa | 3497,97 pkt. | Janina Grabicka Grażyna Warszawa | 3184,07 pkt. |

## Dziesięciobój
Mistrzostwa w dziesięcioboju mężczyzn odbyły się 23 i 24 sierpnia w Krakowie.
| Konkurencja:  | 1. miejsce                 | Rezultat      | 2. miejsce                       | Rezultat      | 3. miejsce                   | Rezultat      |
| Dziesięciobój | Jan Wieczorek 3 psap Wilno | 6424,99w pkt. | Piotr Dobrakowski Legia Warszawa | 6037,05w pkt. | Leon Wojtkiewicz Sokół Wilno | 5985,32w pkt. |

## Trójbój
Mistrzostwa w trójboju kobiet zostały rozegrane 21 września we Lwowie. W skład trójboju wchodziły: bieg na 100 metrów, skok wzwyż i rzut oszczepem.
| Konkurencja: | 1. miejsce                    | Rezultat | 2. miejsce                       | Rezultat | 3. miejsce                       | Rezultat |
| Trójbój      | Halina Konopacka AZS Warszawa | 185 pkt. | Alina Hulanicka Grażyna Warszawa | 182 pkt. | Janina Grabicka Grażyna Warszawa | 131 pkt. |

## Maraton
Mistrzostwa Polski w biegu maratońskim mężczyzn zostały rozegrane 28 września w Poznaniu.
| Konkurencja: | 1. miejsce                | Rezultat  | 2. miejsce                        | Rezultat  | 3. miejsce              | Rezultat  |
| Maraton      | Bronisław Freyer Cracovia | 3:04:56,4 | Stanisław Bartkowiak Sokół Poznań | 3:07:20,0 | Adam Nogaj Warta Poznań | 3:09:30,0 |

## Chód na 50 km
Pierwsze mistrzostwa Polski w chodzie na 50 kilometrów mężczyzn zostały rozegrane 12 października w Białymstoku.
| Konkurencja:  | 1. miejsce                        | Rezultat     | 2. miejsce                     | Rezultat  | 3. miejsce                 | Rezultat  |
| Chód na 50 km | Julian Strzałkowski WKS Białystok | 5:02:12,0 NR | Tadeusz Ptaszycki AZS Warszawa | 5:14:30,0 | Mienzla Strzelec Białystok | 5:34:56,0 |

## Bieg przełajowy
8. mistrzostwa w biegu przełajowym mężczyzn zostały rozegrane 19 października w Wilnie. Trasa wyniosła 7 kilometrów. Mistrzostwa kobiet w biegu przełajowym odbyły się 12 października w Królewskiej Hucie, na dystansie 1,2 km.

### Mężczyźni
| Konkurencja:           | 1. miejsce                     | Rezultat | 2. miejsce               | Rezultat | 3. miejsce                      | Rezultat |
| Bieg przełajowy (7 km) | Janusz Kusociński Warszawianka | 25:21,9  | Józef Milcz AZS Warszawa | 26:20,6  | Tadeusz Adamczyk Orzeł Warszawa | o 60 m   |

### Kobiety
| Konkurencja:             | 1. miejsce                            | Rezultat | 2. miejsce                           | Rezultat | 3. miejsce                               | Rezultat |
| Bieg przełajowy (1,2 km) | Otylia Tabacka Stadion Królewska Huta | 4:10,0   | Leokadia Wieczorkiewicz AZS Warszawa | o 60 m   | Henryka Tilschner Stadion Królewska Huta |          |